# Stigmatogobius sadanundio
Stigmatogobius sadanundio är en fiskart som först beskrevs av Hamilton 1822.  Stigmatogobius sadanundio ingår i släktet Stigmatogobius och familjen smörbultsfiskar. Inga underarter finns listade i Catalogue of Life.